# Qerim Qerimi
Qerim Qerimi (* 10. Dezember 1980  in der SFR Jugoslawien) ist ein kosovarischer Hochschullehrer für Politik und Internationales Recht an der kosovarischen Universität Prishtina. Er war von November 2022 bis September 2024 Rektor der Universität Hasan Prishtina.

## Leben und Wirken
Qerim Qerimi ist seit Jahren Professor an der Juristischen Fakultät der Universität Pristina. Er lehrt Public International Law, International Human Rights Law und International Organizations, sowie Umweltrecht, Umweltvölkerrecht und Diplomaten- und Konsularrecht. Qerim Qerimi ist Gastprofessor an der juristischen Fakultät der Universität Antwerpen in Belgien, Mitglied der Venedig-Kommission des Europarates, Vorsitzender der Unterkommission zum Schutz nationaler Minderheiten und ehemaliger stellvertretender Vorsitzender der Unterkommission-Kommission für Rechtsstaatlichkeit der Venedig-Kommission.
Zuvor war Qerimi wissenschaftlicher Mitarbeiter am Max-Planck-Institut für ausländisches öffentliches Recht und Völkerrecht in Heidelberg, Deutschland und verbrachte als Stipendiat des J. William Fulbright-Stipendiums der amerikanischen Regierung Studien- und Postdoktorandenaufenthalte an der Harvard University hat die Haager Akademie für Internationales Recht besucht.
Aktuell (2022) fungiert er als Berichter für die Oxford International Organizations (OXIO), eine Publikation der University of Oxford, die Analysen von Dokumenten im Zusammenhang mit dem Recht internationaler Organisationen enthält, und ist Mitglied der Academic Initiative Against Corruption des Office of the United Nationen Vereinte Nationen gegen Drogen und Verbrechen (UNODC).
Zusätzlich zu den oben genannten Prof. Qerimi war Teil des Rechtsteams zur Verteidigung der Unabhängigkeit des Kosovo im Fall der Rechtmäßigkeit der Unabhängigkeitserklärung des Kosovo vor dem Internationalen Gerichtshof und war in mehreren Fällen vor internationalen Schiedsverfahren als Experte der Republik Kosovo tätig Tribunale (einschließlich der Rechtssache Axos gegen Republik Kosovo).
Bei der Rektoratswahl als Nachfolger von Marjan Dema und Naser Sahiti hat sich Qerimi 2022 gegen 5 weitere Kandidaten erfolgreich durchgesetzt. Zu seinem Nachfolger wurde Arben Hajrullahu gewählt der sein Amt zum 1. Oktober 2024 antrat.

## Publikationen (Auswahl)
- Smart Technologies, Human Security and Global Justice in Smart Technologies for Society, State and Economy (Springer Nature Switzerland, 2020).
- The Normative Power of Dialogue and Debate about Democracy through Law: Empirical Expressions of the Venice Commission’s Role in Shaping Transnational Constitutional Justice in Venice Commission: Thirty-year Quest for Democracy through Law (Juristförlaget i Lund, 2020).
- Global Regulation of Carbon Capture and Storage (CCS) as a Climate Change Mitigation Strategy: Prospects, Process and Problems in Entrepreneurship for Social Change, Emerald Publishing Group (Cole C. Scanlon and B.S. Sergi eds., Emerald Publishing Group, forthcoming, 2020).
- Imagination, Invention and Internet: From Aristotle to Artificial Intelligence and the Post-human Development and Ethics in The 21st Century from the Positions of Modern Science: Intellectual, Digital and Innovational Aspects, Springer (E.G. Popkova and B.S. Sergi eds., 2019).
- Human Dignity in Kosovo’s Legal Order in Handbook of Human Dignity in Europe (Paolo Becchi and Klaus Mathis eds.), Springer International Publishing (2019).
- International Law of Human Rights [E Drejta Ndërkombëtare e të Drejtave të Njeriut] (with G. Zyberi) (2015).
- Development in International Law: A Policy-Oriented Inquiry. BRILL – Martinus Nijhoff Publishers: Leiden and Boston (2012).
- The Political Economy of Southeast Europe from 1900 to the Present: Challenges and Opportunities. The Continuum International Publishing Group: New York and London (2008; with B.S. Sergi).
- Global Economic Crisis, Social Welfare and Social Disparities in South East Europe: Understanding the Crisis Effects on Employment in The Social Dimension of EU Enlargement (pp. 101–123), Foundation for European Progressive Studies, Brussels, 2014.
- A Values-Based Approach to Development: Principles of Content of Development, the Right to Development, and Sustainable (Human) Development (in William T. Bagatelas, Getnet Tamene, David Reichardt and Bruno S. Sergi eds.), Studies in Economics and Policy Making: Central and Eastern European Perspectives, Budrich UniPress Ltd., Opladen & Farmington Hills, MI 2010.